# Jennifer Delich
Jennifer Delich (1º dicembre 1980) è un'ex sciatrice alpina canadese.

## Biografia
La Delich, originaria di Fernie e sorella di Julia, a sua volta sciatrice alpina, in Nor-Am Cup esordì il 12 febbraio 1996 a Crested Butte in supergigante (23ª) e ottenne il miglior piazzamento il 7 dicembre 1998 a Mammoth Mountain nella medesima specialità (4ª); nel 1999 disputò a Lake Louise le sue uniche due gare in Coppa del Mondo, non completando la discesa libera del 27 novembre e classificandosi 54ª nel supergigante del giorno successivo. Prese per l'ultima volta il via in Nor-Am Cup il 19 marzo 2000 a Rossland in slalom speciale (14ª) e si ritirò al termine della stagione 2003-2004: la sua ultima gara fu uno slalom speciale FIS disputato l'8 aprile a Vail. Non prese parte a rassegne olimpiche o iridate.

## Palmarès

### Nor-Am Cup
- Miglior piazzamento in classifica generale: 14ª nel 1999